# Túpolev Tu-121
El Túpolev Tu-121 (Ту-121) fue un avión no tripulado, destinado a ser utilizado como misil de crucero, diseñado por Túpolev en la Unión Soviética durante la Guerra Fría.

## Desarrollo
En el año 1957, la Oficina de Diseño de Túpolev gozaba de muy buena reputación. Su Tu-95 se estaba introduciendo activamente en la Fuerza Aérea y su Tu-16 se estaba produciendo en tres plantas. Sin embargo, a Túpolev le preocupaba el creciente interés de Nikita Khrushchev en las armas de cohete. La URSS había logrado avances significativos en la ciencia de los cohetes y se preparaba para lanzar su primer cohete: el R-7. Los cohetes parecían invencibles para los sistemas antiaéreos existentes y futuros. Los bombarderos soviéticos no tenían tanta suerte y eran extremadamente vulnerables. El sistema NORAD, que Estados Unidos estaba desarrollando y desplegando en ese momento, era prácticamente impermeable a los bombarderos estratégicos de la época.
Varios intentos de armar a los Tu-95 con misiles tuvieron un serio inconveniente: el propio bombardero seguía siendo vulnerable a los interceptores y a los misiles tierra-aire.
El Tu-121 fue concebido como un avión capaz de alcanzar velocidades superiores a 2000 km/h y una altitud de vuelo de 50 km, lo que le permitiría penetrar fácilmente los sistemas de defensa aéreos y de misiles estadounidenses.
Sin embargo, incluso en las primeras etapas, el propio Túpolev se dio cuenta de que su oficina no era capaz de desarrollar un avión de este tipo. El mayor problema era el inmenso calor. Los materiales necesarios para construir el escudo térmico se desarrollaron sólo en la década de 1980 para el programa Buran.
Se construyó el avión y se realizaron varios lanzamientos de prueba. Sin embargo, no pasó más allá de la fase de prototipo. El cohete R-12, desarrollado por Mijaíl Yánguel, tenía mejor alcance y precisión. El 5 de febrero de 1960, el proyecto fue cancelado oficialmente.
El avión era un monoplano totalmente metálico fabricado casi en su totalidad con materiales tradicionales. El ala no tenía dispositivos de hipersustentación. El avión era pilotado utilizando estabilizadores verticales y horizontales. La mayor parte del fuselaje estaba formada por depósitos de combustible.

## Especificaciones
Referencia datos: airwar.ru

### Características generales
- Tripulación: 0
- Longitud: 24,8 m (81,3 ft)
- Envergadura: 8,4 m (27,6 ft)
- Peso vacío: 11 450 kg (25 235,8 lb)
- Peso máximo al despegue: 35 000 kg (77 140 lb)
- Planta motriz: 1× turborreactor Tumansky KR-15-300.
- Capacidad de combustible: 16 600 kg

### Rendimiento
- Velocidad máxima operativa (Vno): 2775 km/h (1724 MPH; 1498 kt)

## Aeronaves relacionadas

### Aeronaves similares
- AGM-28 Hound Dog

### Secuencias de designación
- Secuencia Tu-_ (interna de Túpolev): ← Tu-117 - Tu-118 - Tu-119 - Tu-121C - Tu-123 - Tu-124 - Tu-125 →